# Симон Киринейський

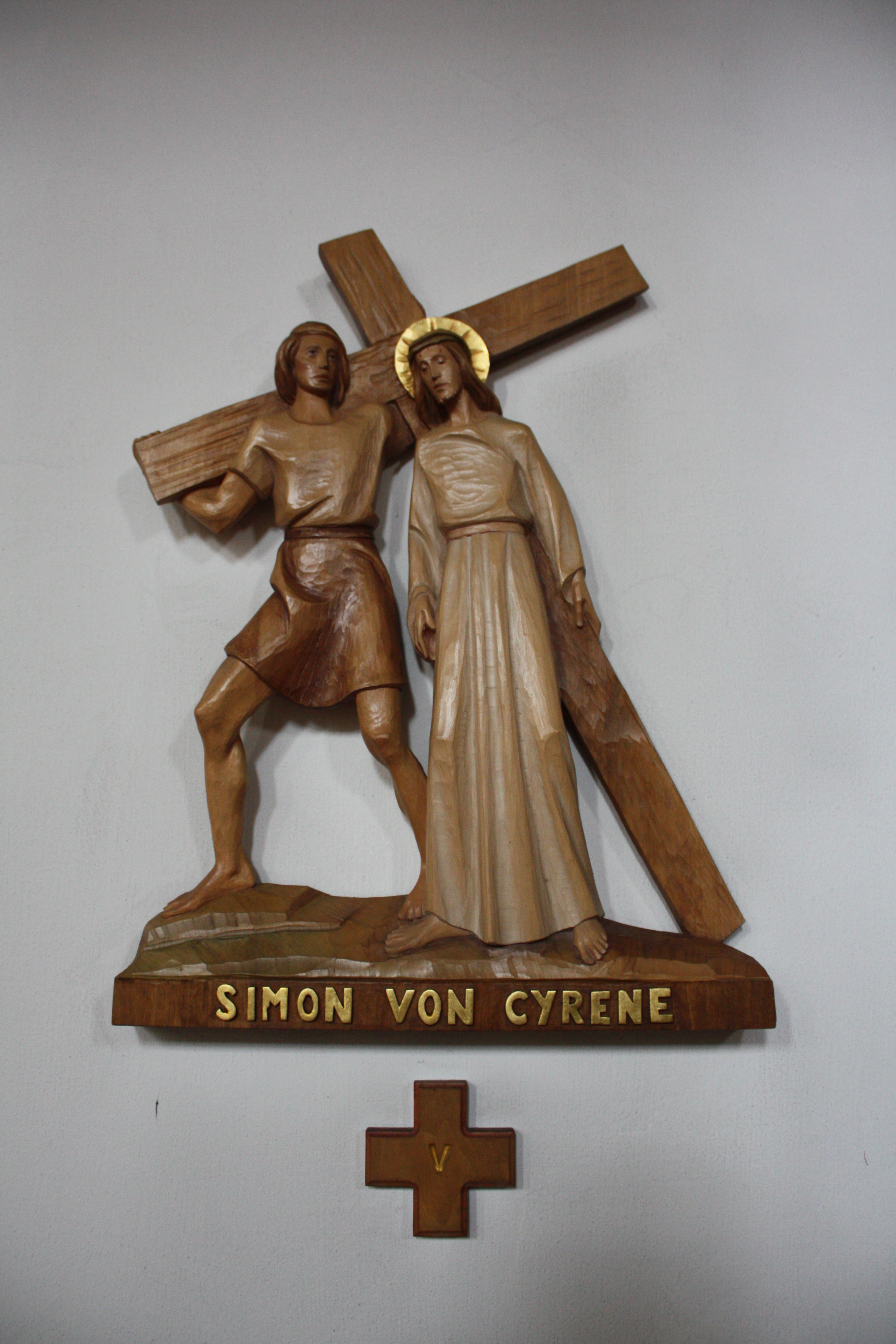
Симон Киринейський

Симон Киринейський — за Новим Завітом батько Александра і Руфа, під час Хресної Дороги Ісуса Христа присилуваний римськими воїнами нести його Хрест.
- Євангеліє від Марка

- Євангеліє від Луки

- Євангеліє від Матвія

Цій події присвячена п'ята стація Хресної дороги: Симон з Киринеї допомагає Ісусові нести хрест. Ніяких інших відомостей про Симона Святе Письмо не містить. Припускають, що він належав до єврейської общини лівійського міста Кирена і прийшов до Єрусалиму на Великдень як і інші юдеї, що жили у діаспорі. 

## Святе Передання
Додаткову інформацію про Симона містить Святе Передання. Згідно з ним, він зі своїм сімейством згодом переселився до Рима і там користувався серед римських християн особливою повагою. Мав двох синів:
- Руф — апостол від сімдесяти;
- Олександр — священномученик, постраждав в Карфагені.